# Gregory Echenique
Gregory Joshue Echenique Carrillo (Mérida, 23 novembre 1990) è un cestista venezuelano.
È il figlio di José Echenique.

## Carriera
Con il Venezuela ha disputato i Giochi olimpici di Rio de Janeiro 2016 e due edizioni dei Campionati americani (2009, 2011).

## Palmarès
- Campionato belga: 1

Ostenda: 2013-14
- Coppa Intercontinentale: 1

Guaros de Lara: 2016